# Godzięcin (Brzeg Dolny)
Godzięcin ist ein Dorf in Polen, in der Woiwodschaft Niederschlesien. Es liegt im Powiat Wołowski und gehört zur Stadt und Landgemeinde Brzeg Dolny.

## Geschichte
Godzięcin gehörte unter anderem den Familien von Köckritz, von Wallenberg-Pachaly. Nach dem Ende des Zweiten Weltkriegs wurde das zum Ort gehörende Gut vom polnischen Staat übernommen. Gut und Schloss wurden von der Staatlichen Landwirtschaftsfarm verwaltet. Im Laufe der Zeit wurde das Schloss zu einem staatlichen Kinderheim und 1981–1985 so umgebaut, dass die stilistischen Merkmale völlig verloren gingen. Derzeit ähnelt es einem Wohnblock und beherbergt eine Pflege- und Bildungseinrichtung.

## Sehenswürdigkeiten
Bei der Woiwodschaft sind als denkmalgeschützte Objekte eingetragen:
- die katholische Filialkirche zum Allerheiligsten Herz Jesu ehemals Pfarrkirche St. Trinitas (Kościół pw. Najśw.Serca Pana Jezusa ehemals  kościół p.w. Świętej Trójcy). Sie wurde erbaut 1583 und insgesamt vier Mal restauriert, zuletzt 1971. Im Inneren gibt es einen gotisch-manieristischen Hauptaltar von 1602   und zwei manieristische Grabtafel aus Holz.[2]

- der dazugehörige hölzerner Glockenturm von 1877[3]
- der Park von Anfang des 19. Jahrhunderts auf einer Fläche von rund 15 ha ist im englischen Stil gehalten mit erhaltenen alten Bäumen, die etwa 200 Jahre alt sind. Darunter sind  Stieleichen, Ahorne, Buchen, Linden, Hainbuchen und Eschen. Zu den exotischen Bäumen zählen der Amerikanische Tulpenbaum oder die Sumpfzypresse. Ende 19./Anfang 20. Jahrhunderts wurden Robinien sowie Weißkiefer, Weißtanne, Douglasie und Veitchs Tanne, Eibe, Riesen-Lebensbaum und Abendländischer Lebensbaum hinzugefügt. Bemerkenswerte Naturdenkmäler sind: eine Winterlinde (Umfang 555 cm), die östlich des Schlosses wächst, und zwei Stieleichen (Umfang 400 und 420 cm) im südlichen Teil des Parks.[4]

- ein Mausoleum aus der zweiten Hälfte des 19. Jahrhunderts

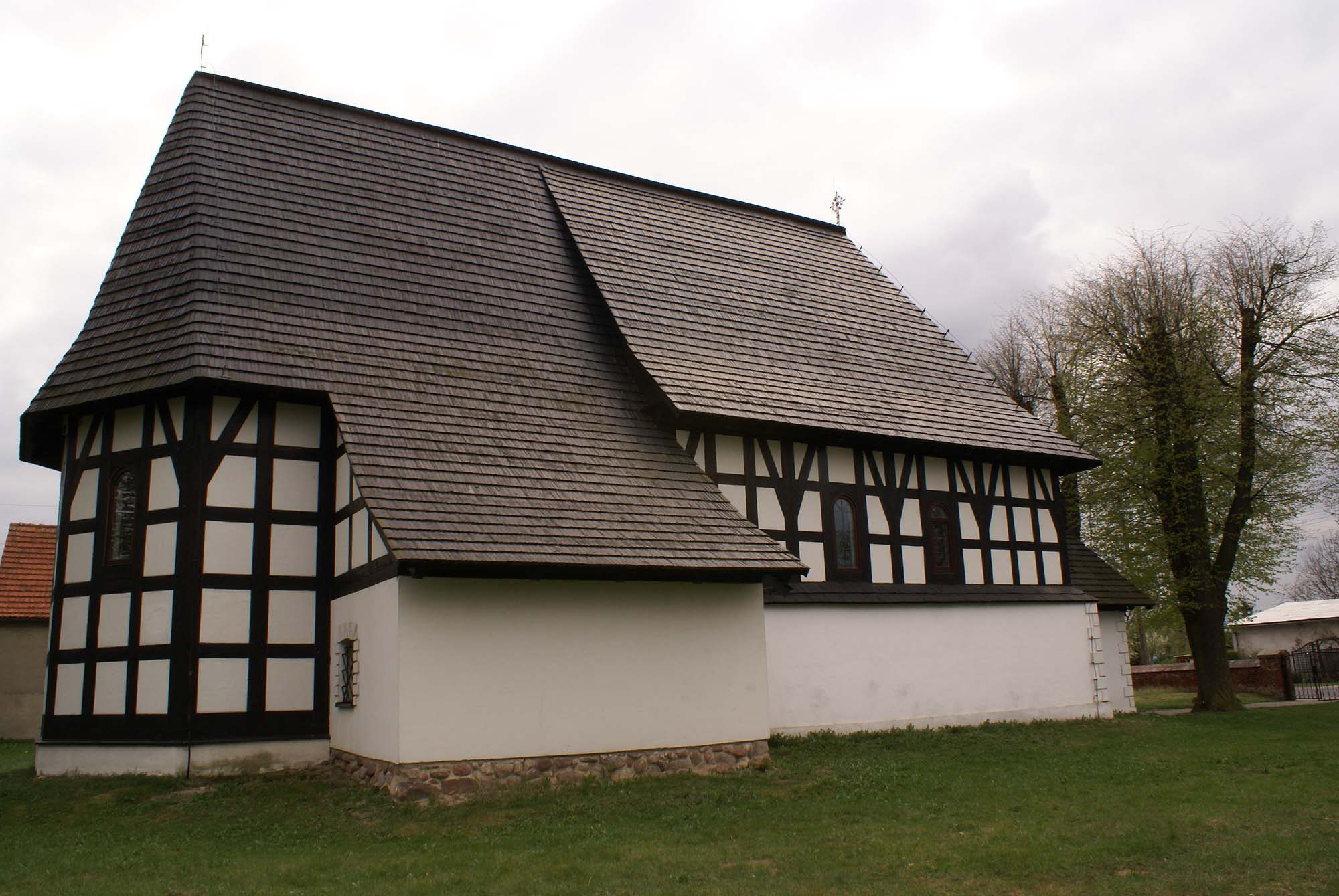
Die Herz-Jesu-Kirche
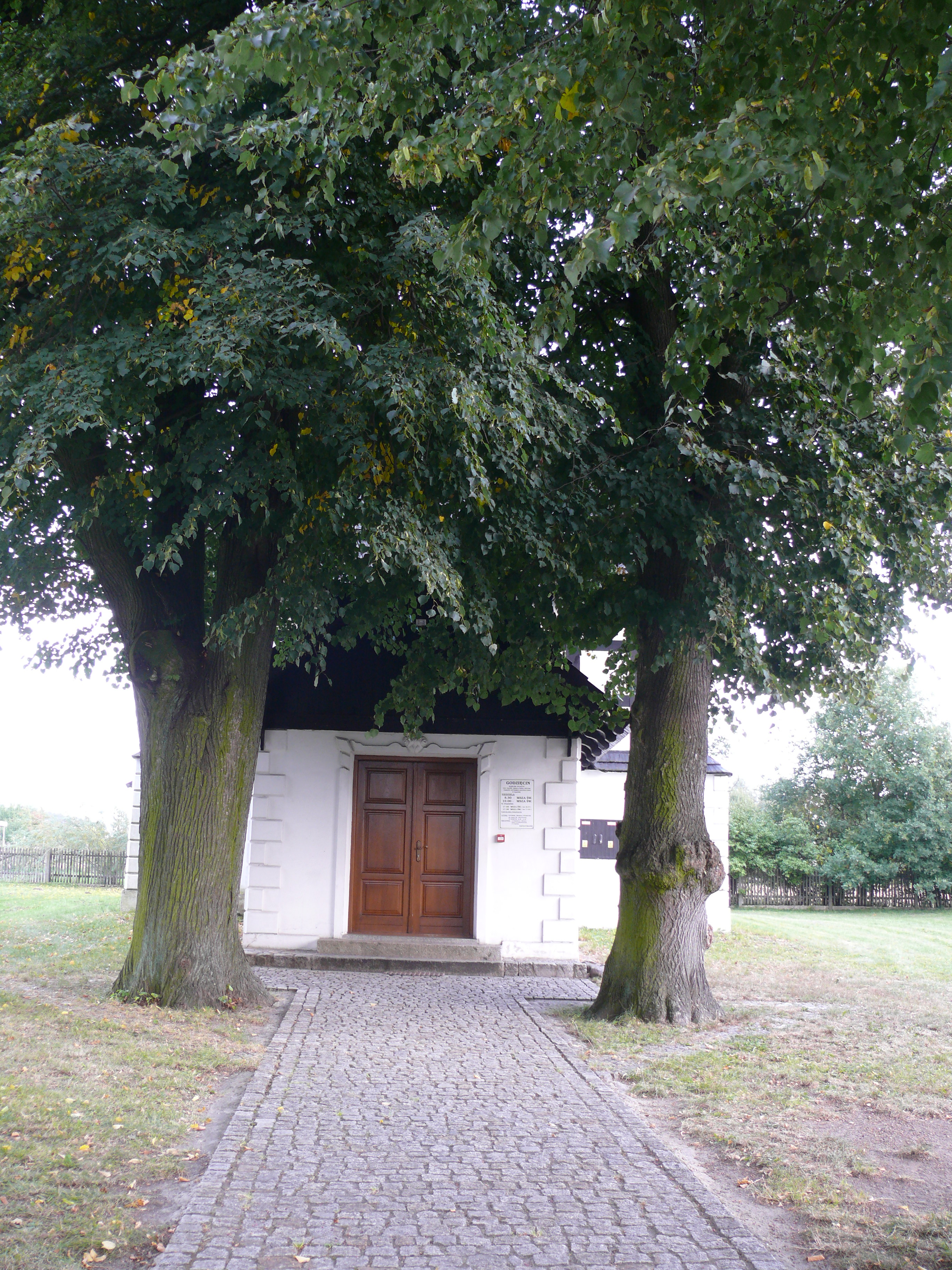
Eingangsportal der Kirche
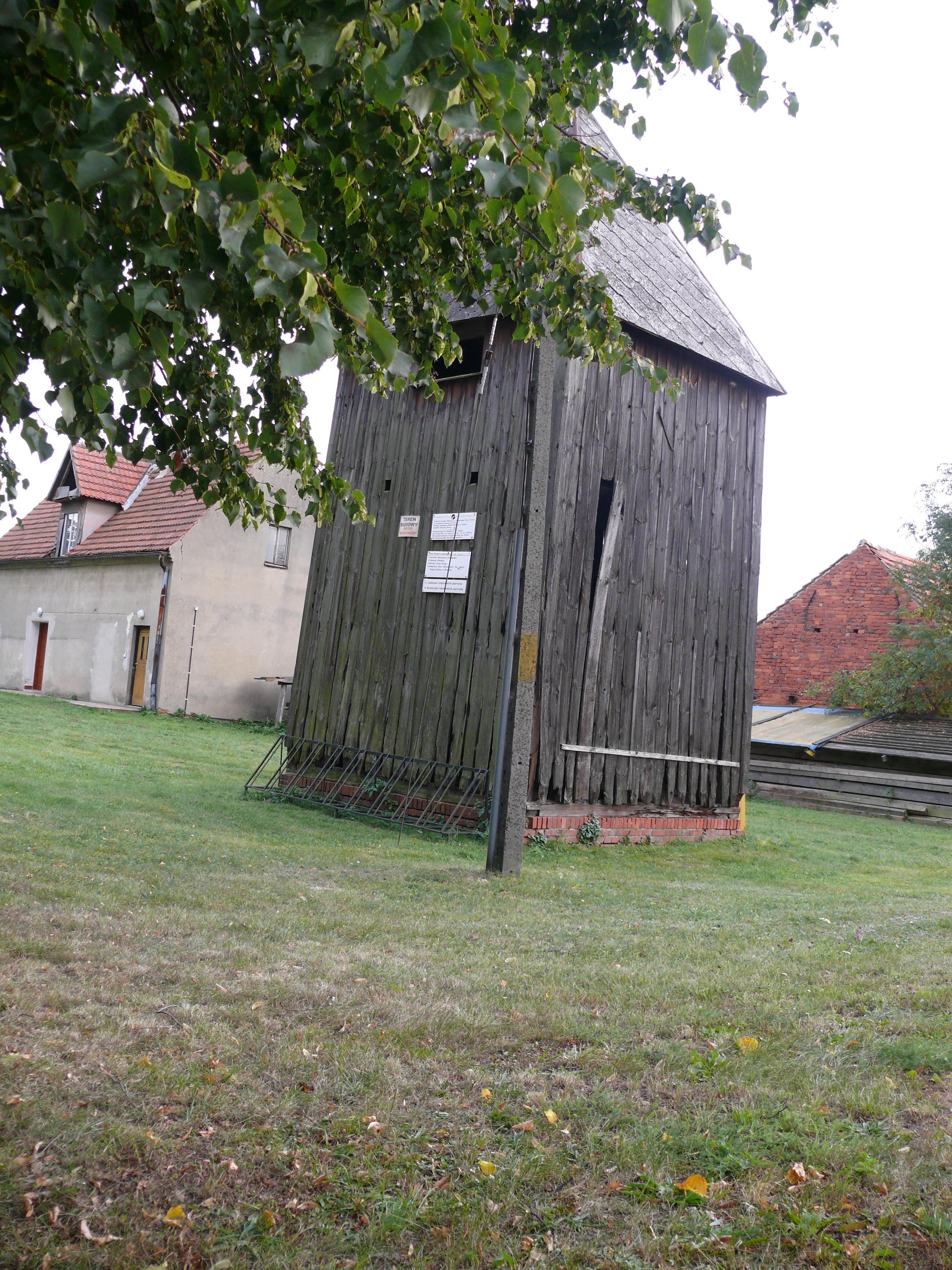
Der Glockenturm